# エルヴィン・ジョーンズ
エルヴィン・ジョーンズ（Elvin Jones、1927年9月9日 - 2004年5月18日）は、アメリカのジャズ・ミュージシャン、ドラム奏者。

## 来歴
アメリカ合衆国ミシガン州ポンティアック生まれ。ピアニストのハンク・ジョーンズ、トランペッターのサド・ジョーンズとの3兄弟の末弟である。1940年代後半に軍役に服した後、ミュージシャンとしてのキャリアを開始。1950年代前半はデトロイトで活動。1955年にニューヨークへ移るとマイルス・デイヴィス、ソニー・ロリンズ、チャールズ・ミンガスらと共演した。
1960年からはジョン・コルトレーンのグループで活躍。ベーシストのジミー・ギャリソン、ピアニストのマッコイ・タイナーと共にカルテットを形成した 。複雑なリズムを難なく叩き、ドラミングの技術には定評があった。1966年に音楽性の相違から袂を分かつまで、「アラバマ」などコルトレーンの多くの作品・演奏に参加した。
また、1960年代にはブルーノート・レーベルを中心にウェイン・ショーターやグラント・グリーン、ラリー・ヤングらのレコーディングに参加、歴史的名盤を数多く残している。以降は、自身のグループ「ジャズ・マシーン」を率いての活動が中心となる。ブルーノート・レーベルからは自身のピアノレス・カルテットを中心とした作品をいくつか発表している。
1966年に来日した際、トラブルによってしばらく帰国できなくなるが、その際に日本人ミュージシャンから支援を受け、それを機に「親日家」となった。妻は日本人のケイコ・ジョーンズで来日の機会も多く、辛島文雄、向井滋春、中山英二などの日本人プレイヤーを、ジャズ・マシーンのメンバーとして迎え入れた。晩年は毎年年始に「新宿ピットイン」で公演を行うのが定番になっていた。
2002年から兄のハンク・ジョーンズがリーダーを務めるザ・グレイト・ジャズ・トリオのドラマーを務めたが、2004年5月18日、心不全により死去した。76歳没。

## ディスコグラフィ

### リーダー・アルバム
- 『ジョーンズ・ブラザーズ』 - Keepin' Up with the Joneses (1958年、MetroJazz) ※ハンク・ジョーンズ、サド・ジョーンズ、エディ・ジョーンズが参加
- 『トゥゲザー』 - Together! (1961年、Atlantic) ※フィリー・ジョー・ジョーンズと共同名義
- 『エルヴィン!』 - Elvin! (1961年、Riverside) ※1961年7月、12月、1962年1月録音。ハンク・ジョーンズ、サド・ジョーンズが参加
- 『イルミネイション!』 - Illumination! (1963年、Impulse!) ※1963年8月録音
- 『ディア・ジョン・C』 - Dear John C. (1965年、Impulse!) ※1965年2月録音。ハンク・ジョーンズが参加
- 『アンド・ゼン・アゲイン』 - And Then Again (1965年、Atlantic) ※1965年2月、3月録音。ハンク・ジョーンズが参加
- 『ミッドナイト・ウォーク』 - Midnight Walk (1966年、Atlantic)
- 『ヘヴィ・サウンズ』 - Heavy Sounds (1967年、Impulse!) ※1967年6月録音。リチャード・デイヴィス（英語版）と共同名義
- 『プッティン・イット・トゥゲザー』 - Puttin' It Together (1968年、Blue Note) ※1968年4月録音
- 『ジ・アルティメイト』 - The Ultimate (1969年、Blue Note)
- 『ポリ・カレンツ』 - Poly-Currents (1970年、Blue Note)
- 『コーリション』 - Coalition (1970年、Blue Note)
- 『ジェネシス』 - Genesis (1971年、Blue Note)
- 『メリー・ゴー・ラウンド』 - Merry-Go-Round (1971年、Blue Note)
- 『ライヴ』 - Elvin Jones Live: The Town Hall (1971年、PM Records)
- 『ミスター・ジョーンズ』 - Mr. Jones (1972年、Blue Note)
- 『ライヴ・アット・ザ・ライトハウス』 - Live at the Lighthouse (1972年、Blue Note)
- At This Point in Time (1973年、Blue Note)
- The Prime Element (1973年、Blue Note)
- 『ホロー・アウト』 - Hollow Out (1973年、Philips) ※菊地雅章と共同名義
- 『ライヴ・アット・ザ・ヴィレッジ・ヴァンガード』 - Live at the Village Vanguard (1974年、Enja) ※1968年3月録音
- Mr. Thunder (1975年、East West)
- 『オン・ザ・マウンテン』 - Elvin Jones is "On the Mountain" (1975年、PM)
- 『ニュー・アジェンダ』 - New Agenda (1975年、Vanguard)
- 『ザ・メイン・フォース』 - The Main Force  (1976年、Vanguard)
- 『サミット・ミーティング』 - Summit Meeting (1976年、Vanguard)
- 『タイム・カプセル』 - Time Capsule (1977年、Vanguard)
- 『リメンブランス』 - Remembrance (1978年、MPS)
- 『ミュージック・マシーン』 - Elvin Jones Music Machine (1978年、Mark Levison (Japan))
- 『エルビン・ジョーンズ・ジャズ・マシーン・ライブ・イン・ジャパン1978 - ディア・ジョンC.』 - Live in Japan 1978: Dear John C. (1978年、Trio (Japan))
- 『エルビン・ジョーンズ・ジャズ・マシーン・ライヴ・イン・ジャパン Vol.2』 - Elvin Jones Jazz Machine Live in Japan Vol. 2 (1978年、Trio (Japan))
- 『ヴェリー・レアー』 - Very R.A.R.E. (1979年、Trio (Japan))
- 『ソウル・トレイン』 - Soul Train (1980年、Denon)
- 『ハート・トゥ・ハート』 - Heart to Heart (1980年、Denon)
- 『アース・ジョーンズ』 - Earth Jones (1982年、Palo Alto)
- 『ラヴ&ピース』 - Love & Peace (1982年、Trio (Japan)) ※マッコイ・タイナーと共同名義
- Brother John (1982年、Palo Alto)
- Live at the Village Vanguard Volume One (1984年、Landmark) ※1984年7月録音
- 『エルビン・ジョーンズ・ジャズ・マシーン・ライヴ・アット・ピット・イン』 - Elvin Jones Jazz Machine Live at Pit Inn (1985年、Polydor Japan) ※「新宿ピット・イン」におけるライブ
- Power Trio (1990年、Novus) ※John Hicks、セシル・マクビーとの共同名義
- 『ホエン・アイ・ワズ・アット・アソ・マウンテン』 - When I Was at Aso-Mountain (1990年、Enja)
- 『ヤングブラッド』 - Youngblood (1992年、Enja) ※1992年4月録音
- 『ゴーイング・ホーム』 - Going Home (1993年、Enja) ※1992年10月録音
- 『至上の愛〜ライブ・アット・ピットイン』 - Tribute to John Coltrane "A Love Supreme" (1994年、Columbia (Japan)) ※1992年12月録音
- 『イット・ドント・ミーン・ア・シング…』 - It Don't Mean a Thing... (1994年、Enja) ※1993年10月録音
- Momentum Space (1998年、Verve)
- The Truth: Heard Live at the Blue Note (1999年、Half Note)
- 『イン・ヨーロッパ』 - In Europe (2015年、Enja) ※1991年6月録音
- 『ゴーイング・ホーム』 - Going Home (2015年、Enja) ※1992年10月録音
- 『オンケル・ポー・カーネギー・ホール - ハンブルグ 1981』 - At Onkel Pö's Carnegie Hall (2017年、Jazzline) ※1981年9月録音

### 参加アルバム（一部）
- デヴィッド・マレイ : 『スペシャル・カルテット』 - Special Quartet (1990年、DIW/Sony) ※1990年3月録音
- ケニー・ギャレット : 『アフリカン・エクスチェンジ・スチューデント』 - African Exchange Student (1991年、Atlantic)
- ソニー・シャーロック : 『アスク・ジ・エイジス』 - Ask the Ages (1991年、Axiom)
- ジャヴォン・ジャクソン : Me And Mr. Jones (1991年、Criss Cross)
- ハンク・ジョーンズ : Upon Reflection - The Music of Thad Jones (1993年、Verve)
- ロバート・ハースト : 『ジルズ・グルーヴ』 - One For Namesake (1993年、DIW)
- グレッグ・パックハム : Into The Frying Pan (1995年、Packed Records)
- ジョン・マクラフリン : 『アフター・ザ・レイン〜コルトレーン・トリビュート』 - After the Rain (1995年、Verve)
- シャーリー・ホーン : 『ザ・メイン・イングリーディエント』 - The Main Ingredient (1995年、Verve)
- ジェイムス・ウィリアムス : 『オーサム!』 - Awesome! (1997年、DIW)
- ジョー・ロヴァーノ : 『トリオ・ファッシネイション』 - Trio Fascination: Edition One (1998年、Blue Note)
- スティーヴ・グリッグス : Jones for Elvin Volume 1 and Volume 2 (1999年、Hip City Music)
- マイケル・ブレッカー : 『タイム・イズ・オブ・ジ・エッセンス』 - Time Is of the Essence (1999年、Verve)
- ステファノ・ディ・バティスタ : 『ステファノ・ディ・バティスタ』 - Stefano di Battista (2000年、Blue Note)
- ビル・フリゼール : 『ビル・フリゼール with デイヴ・ホーランド and エルヴィン・ジョーンズ』 - With Dave Holland and Elvin Jones (2001年、Nonesuch)
- ザ・グレイト・ジャズ・トリオ : 『枯葉』 - Autumn Leaves (2002年、Eighty-Eight's) ※2002年5月12日、13日録音。ハンク・ジョーンズがリーダー
- ザ・グレイト・ジャズ・トリオ : 『いつか王子様が』 - Someday My Prince Will Come (2003年、Eighty-Eight's) ※2002年5月12日、13日録音
- ザ・グレイト・ジャズ・トリオ : 『コラボレーション』 - Collaboration (2004年、Eighty-Eight's) ※2002年5月12日、13日録音。エルヴィン・ジョーンズ追悼盤。未発表テイク集